# Isaac Thomas Hecker

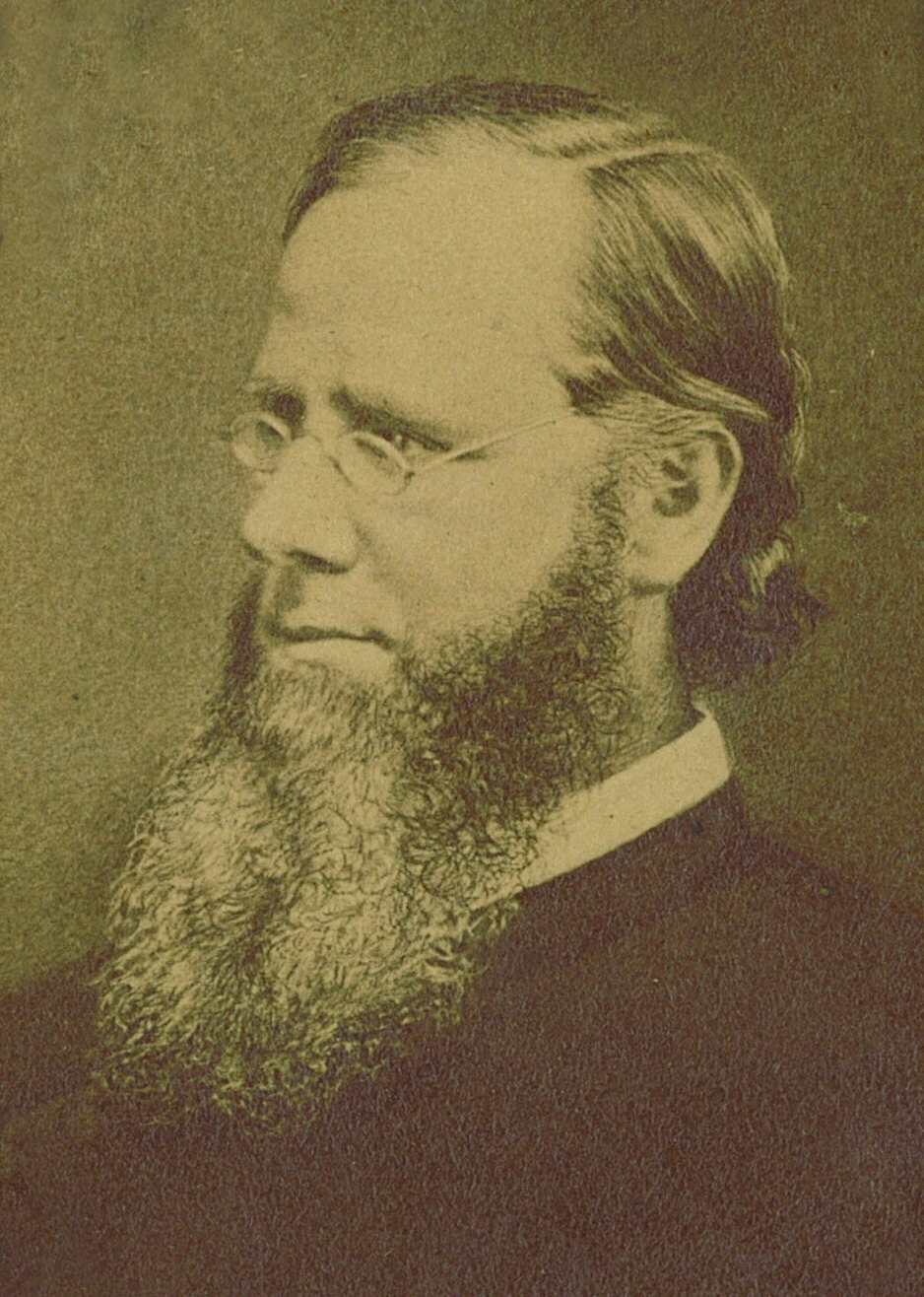
Isaac Hecker

Issac Thomas Hecker (ur. 18 grudnia 1819 w Nowym Jorku, zm. 22 grudnia 1888) – amerykański Sługa Boży Kościoła katolickiego.

## Życiorys
W 1849 roku otrzymał święcenia kapłańskie w Londynie; potem wrócił do Ameryki i do 1857 roku pracował jako misjonarz redemptorysta. Założył Towarzystwo Misyjne św. Pawła Apostoła obecnie znane jako zakon Ojców Paulistów. Zmarł 22 grudnia 1888 roku w opinii świętości. Trwa jego proces beatyfikacyjny.